# Cirsium spinosissimum
Espèce
Classification phylogénétique
Cirsium spinosissimum, le Cirse très épineux, est une espèce de plante à fleurs appartenant au genre Cirsium et de la famille des Asteraceae (Composées).
C'est une plante vivace.
En France, cette espèce de montagnes ne se rencontre que dans les Alpes, la Drôme et l'Isère. 